# Аманзе
Аманзе (фр. Amanzé) насеље је и општина у источном делу централне Француске у региону Бургундија-Франш-Конте, у департману Саона и Лоара која припада префектури Шарол.
По подацима из 2011. године у општини је живело 172 становника, а густина насељености је износила 15,23 становника/km². Општина се простире на површини од 11,29 km². Налази се на средњој надморској висини од 380 метара (максималној 463 m, а минималној 289 m).

## Демографија
| 1962. | 1968. | 1975. | 1982. | 1990. | 1999. | 2011. |
| ----- | ----- | ----- | ----- | ----- | ----- | ----- |
| 190   | 197   | 161   | 179   | 198   | 203   | 172   |

График промене броја становника у току последњих година